# Anaulacomera phaula
Anaulacomera phaula är en insektsart som beskrevs av Morgan Hebard 1927. Anaulacomera phaula ingår i släktet Anaulacomera och familjen vårtbitare. Inga underarter finns listade i Catalogue of Life.